# Hôtel de Longueil
L'Hôtel de Longueil est un édifice situé à Mortagne-au-Perche, en France.

## Localisation
Le monument est situé dans le département français de l'Orne, à Mortagne-au-Perche à l'angle de la rue du Général-Leclerc et de la rue de la Comédie.

## Historique
L'édifice est daté du XVe siècle, après la guerre de Cent Ans et a également un second corps de logis du XVIIe siècle.

## Architecture
Les façades et les toitures sont inscrites au titre des Monuments historiques depuis le 11 août 1975